# Ikarus 263
Ikarus 263 — городской высокопольный автобус большого класса производства венгерской фирмы Ikarus. Представляет собой модификацию автобуса Ikarus 260 с удлинённой на две короткие оконные секции базой. Эти машины начали выпускаться в середине 1980-х годов и поначалу поставлялись только на немецкий рынок, чуть позже и на венгерский, а в Советский Союз пришли в 1989 году. Производство модели завершилось в 2001 году.

## Технические характеристики
Наличие дополнительных оконных секций увеличило длину автобуса на 1 метр — до 12 метров (11940 мм). Ширина автобуса осталась прежней — 2500 мм, а высота увеличилась до 3160 мм (по сравнению с 3040 мм у 260-го).
Ikarus 263 оснащались размещённым между осями двигателем РАБА, выгодно отличавшим венгерскую новинку от советских автобусов, в которых двигатель из-за своих размеров можно было разместить или спереди (ЛиАЗ-677), или сзади (семейство ЛАЗ). Венгры, располагая компактным двигателем, смогли уместить его в базе под полом и тем самым, нисколько не пожертвовав пространством в салоне, добились лучшего распределения нагрузки по осям. Следствием такого расположения силового агрегата был высокий пол и две ступени у каждой из всех трёх (Ikarus 263.00, Ikarus 263.10) или двух (Ikarus 263.01, Ikarus 263.10E) дверей. Однако удобное размещение двигателя через десяток лет после начала эксплуатации часто приносило немало проблем пассажирам, так как ухудшавшиеся уплотнения технологических люков и состояние двигателя вместе с ненадлежащим обслуживанием способствовали проникновению выхлопных газов в салон.
Количество сидений в Ikarus 263 (особенно в городских модификациях) значительно уменьшено по сравнению с Ikarus 260, что позволило существенно увеличить вместимость салона за счёт увеличения стоячих мест.
| Модель                                                      | 263.00 | 263.01 | 263.10 | 263.10E |
| ----------------------------------------------------------- | --- | --- | --- | --- |
| Класс и категория автобуса                                  | Большой, М3 | Большой, М3 | Большой, М3 | Большой, М3 |
| Назначение автобуса                                         | Городской, Класс I | Пригородный, Класс II | Городской, Класс I | Пригородный, Класс II |
| Тип кузова                                                  | Цельнометаллический, вагонной компоновки | Цельнометаллический, вагонной компоновки | Цельнометаллический, вагонной компоновки | Цельнометаллический, вагонной компоновки |
| Длина / ширина / высота, мм                                 | 11940 / 2500 / 3160 | 11940 / 2500 / 3160 | 11940 / 2500 / 3160 | 11940 / 2500 / 3160 |
| Максимальная осевая нагрузка, передняя ось / задняя ось, кг | 7200 / 11500 | 7200 / 11500 | 7200 / 11500 | 7200 / 11500 |
| Масса снаряжённая / полная, кг                              | 8700 / 18700 | 8700 / 18700 | 10313 / 18541 | 10313 / 18541 |
| База, мм                                                    | 5840 | 5840 | 5840 | 5840 |
| Колесная формула                                            | 4x2 | 4x2 | 4x2 | 4x2 |
| Колея передних / задних колес, мм                           | 2050 / 1840 | 2050 / 1840 | 2050 / 1840 | 2050 / 1840 |
| Свес передний / задний, мм                                  | 2710 / 3390 | 2710 / 3390 | 2710 / 3390 | 2710 / 3390 |
| Угол проходимости передний / задний, градус                 | 9,1° / 7,9° | 9,1° / 7,9° | 9,1° / 7,9° | 9,1° / 7,9° |
| Минимальный радиус разворота, м                             | 11,4 | 11,4 | 11,4 | 11,4 |
| Максимальный преодолеваемый подъем, %                       | 25 | 25 | 25 | 25 |
| Рабочая тормозная система                                   | Двухконтурная, пневматическая с приводом от тормозной камеры. Автоматическая система регулировки тормозов                                      | Двухконтурная, пневматическая с приводом от тормозной камеры. Автоматическая система регулировки тормозов                                      | Двухконтурная, пневматическая с приводом от тормозной камеры. Автоматическая система регулировки тормозов                                      | Двухконтурная, пневматическая с приводом от тормозной камеры. Автоматическая система регулировки тормозов                                      |
| Стояночная тормозная система                                | Тормозной цилиндр с аккумуляцией силы пружины, действующий на задние колёса, регулируемого действия, с ручным приводом                         | Тормозной цилиндр с аккумуляцией силы пружины, действующий на задние колёса, регулируемого действия, с ручным приводом                         | Тормозной цилиндр с аккумуляцией силы пружины, действующий на задние колёса, регулируемого действия, с ручным приводом                         | Тормозной цилиндр с аккумуляцией силы пружины, действующий на задние колёса, регулируемого действия, с ручным приводом                         |
| Подвеска                                                    | Зависимая, пневматическая. Воздушная рессора с полой резиновой подушкой. Амортизаторы гидравлические, телескопические, двухстороннего действия | Зависимая, пневматическая. Воздушная рессора с полой резиновой подушкой. Амортизаторы гидравлические, телескопические, двухстороннего действия | Зависимая, пневматическая. Воздушная рессора с полой резиновой подушкой. Амортизаторы гидравлические, телескопические, двухстороннего действия | Зависимая, пневматическая. Воздушная рессора с полой резиновой подушкой. Амортизаторы гидравлические, телескопические, двухстороннего действия |
| Салон                                                       | | | | |
| Количество дверей                                           | 3 | 2 | 3 | 2 |
| Конфигурация дверей                                         | 2 — 2 — 2 | 4 — 0 — 4 | 2 — 2 — 2 | 2 — 0 — 2 |
| Число мест для сидения / стояния, ед.                       | 20+1 / 87 | 36+1 / — | 24+1 / 98 | ? |
| Пассажировместимость                                        | 107 | | 122 | |
| Силовой агрегат                                             | | | | |
| Тип                                                         | Дизельный двигатель | Дизельный двигатель | Дизельный двигатель | Дизельный двигатель |
| Марка, модель                                               | RÁBA-M.A.N. D2156 HM6U | RÁBA-M.A.N. D2156 HM6U | RÁBA D10 UTS 155 D10 UTSLL 190 | RÁBA D10 UTS 155 D10 UTSLL 190 |
| Расположение цилиндров                                      | L6 | L6 | L6 | L6 |
| Рабочий объём, см3                                          | 10349 | 10349 | 10349 | 10349 |
| Мощность, кВт (л.с.)                                        | 162 (220) (при 2100 об/мин−1) | 162 (220) (при 2100 об/мин−1) | 155 (211) (при 2100 об/мин−1) 190 (258) (при 1900 об/мин−1)                                                                                    | 155 (211) (при 2100 об/мин−1) 190 (258) (при 1900 об/мин−1)                                                                                    |
| Крутящий момент, Нм                                         | 820 (при 1600 об/мин−1) | 820 (при 1600 об/мин−1) | 912 (при 1600 об/мин−1) 1115 (при 1300 об/мин−1)                                                                                               | 912 (при 1600 об/мин−1) 1115 (при 1300 об/мин−1)                                                                                               |
| Максимальная скорость, км/ч                                 | 66 | 66 | 78 | 78 |
| Расход топлива при 60 км/ч, л/100 км.                       | 28,5 | 28,5 | 28,5 | 28,5 |
| Экологический класс                                         | Euro 0 | Euro 0 | Euro I Euro II | Euro I Euro II |
| КПП                                                         | | | | |
| Тип                                                         | Механическая | Механическая | Механическая | Механическая |
| Марка, модель                                               | Csepel ZF S6-90U-003.1 | Csepel ZF S6-90U-003.1 | Csepel ZF S6-90U-003.1 | Csepel ZF S6-90U-003.1 |
| Число передач                                               | 6 / 1 | 6 / 1 | 6 / 1 | 6 / 1 |

## Модификации
На территории Советского Союза Ikarus 263 помимо базовой городской модели (Ikarus 263.00) встречался в трёх модификациях: городской Ikarus 263.10 и пригородные Ikarus 263.01 и Ikarus 263.10E. Основные отличия состояли в количестве дверей и мест для пассажиров.
Так, например, Ikarus 263 отличался от своего предшественника Ikarus 260 современными двустворчатыми дверями, однако в модификации Ikarus 263.01 вернули старые четырёхстворчатые двери.
Помимо вышеназванных модификаций, также существовали и другие. Например, модификация Ikarus 263.06 для экспорта на Тайвань с дверной конфигурацией 2 — 0 — 0 (с одними двустворчатыми дверями спереди), Ikarus 263.04 и Ikarus 263.08 для экспорта в Кувейт и другие.

## Ikarus 263T
Серийного производства троллейбусов на основе этого автобуса никогда не осуществлялось, однако в номенклатурном перечне позиция Ikarus 263T значилась в качестве прямой альтернативы Ikarus 260T. В октябре 2014 года автобус модификации Ikarus 263.10 с государственным номером GZF-169 был отставлен от работы по причине износа ресурса ДВС. С 2015 по 2018 год был переоборудован в учебный троллейбус с использованием электроборудования от списанных Ikarus 280.94.

## Галерея

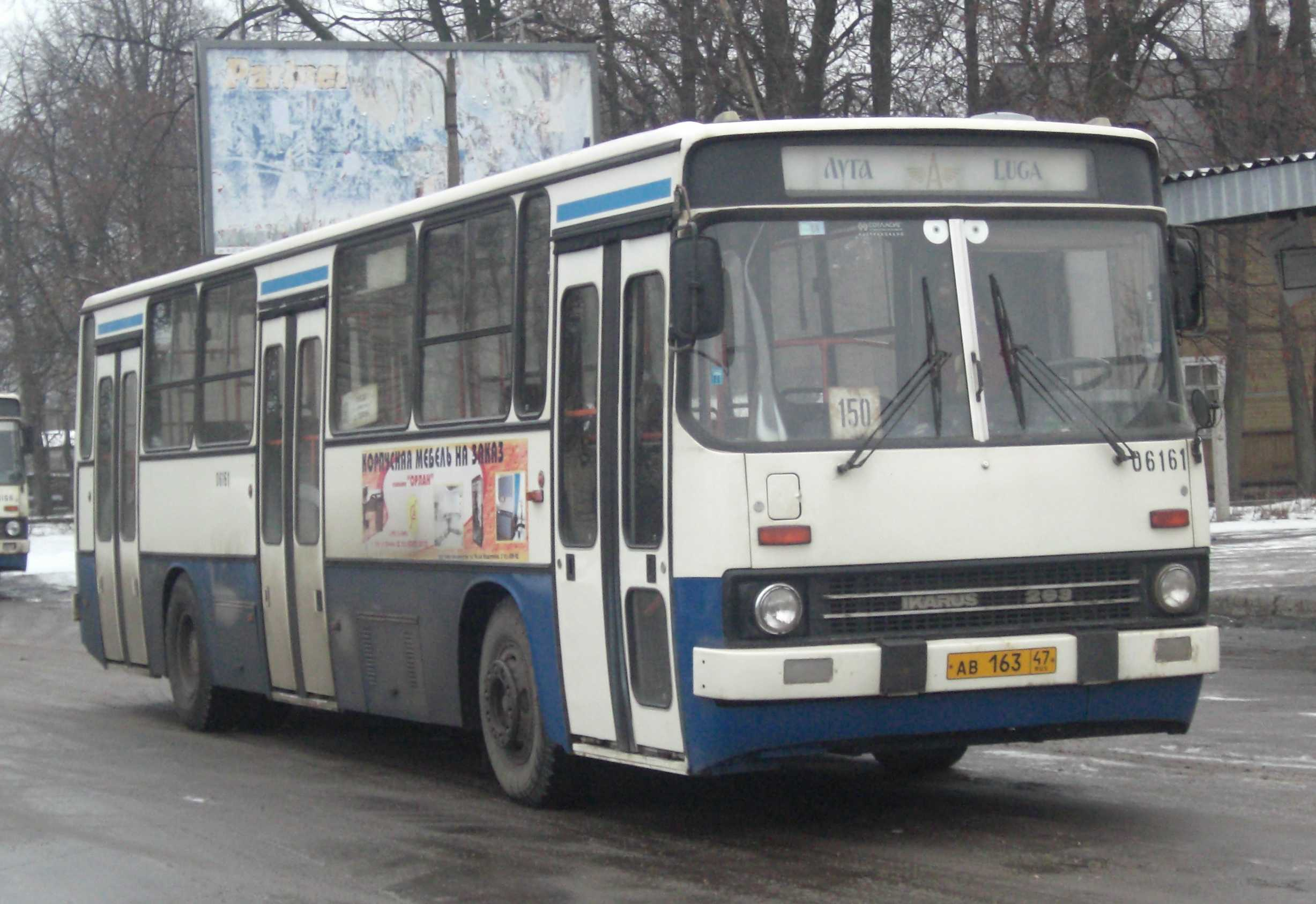
Ikarus 263.10. Отличается от своего предшественника Ikarus 260 наличием двух коротких оконных секций, размещённых после передней и после задней дверей.
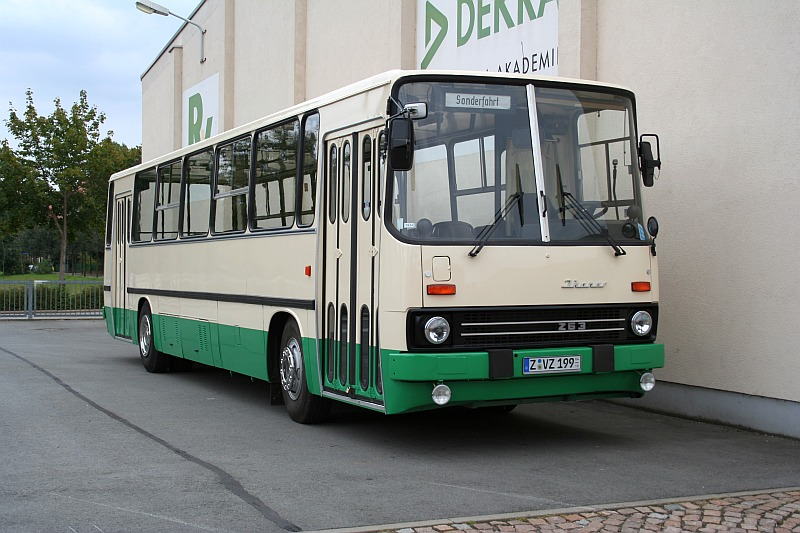
Ikarus 263.01 с характерными только для этой модификации 263-го четырёхстворчатыми дверями.